# カーフリー運動

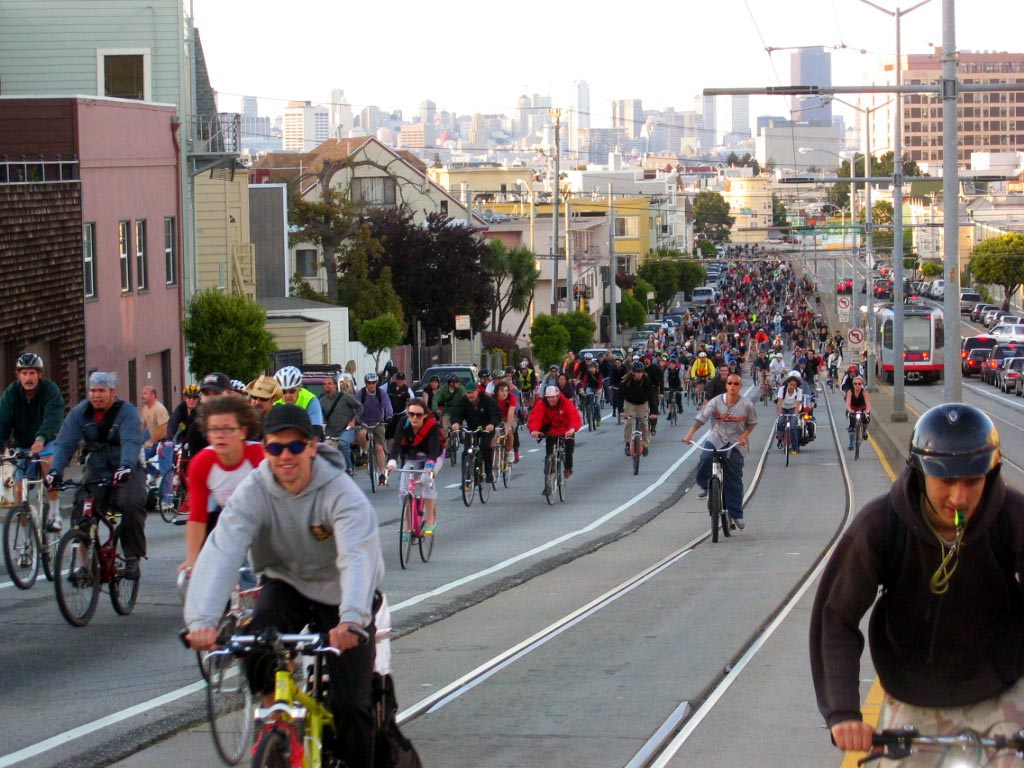
2005年のサンフランシスコ・クリティカル・マス

カーフリー運動（カーフリーうんどう）は、自動車（乗用車、トラック、トレーラー、オートバイなど）が、都市部や郊外などで生活を支配しすぎていると主張する社会運動である。これは、社会活動家、都市計画家、交通工学、環境保護主義者など、広範で非公式な、創発的な個人と組織のネットワークである。この運動の目標は、道路や駐車場を他の公共用途に転換し、ほとんどの目的地へ徒歩、サイクリング、公共交通機関、パーソナルモビリティ、MaaS（Mobility as a Service）などの手段で容易にアクセスできるコンパクトな都市環境を再構築することで、自動車の使用を大幅に削減または排除した地域を確立することにある。

## 背景

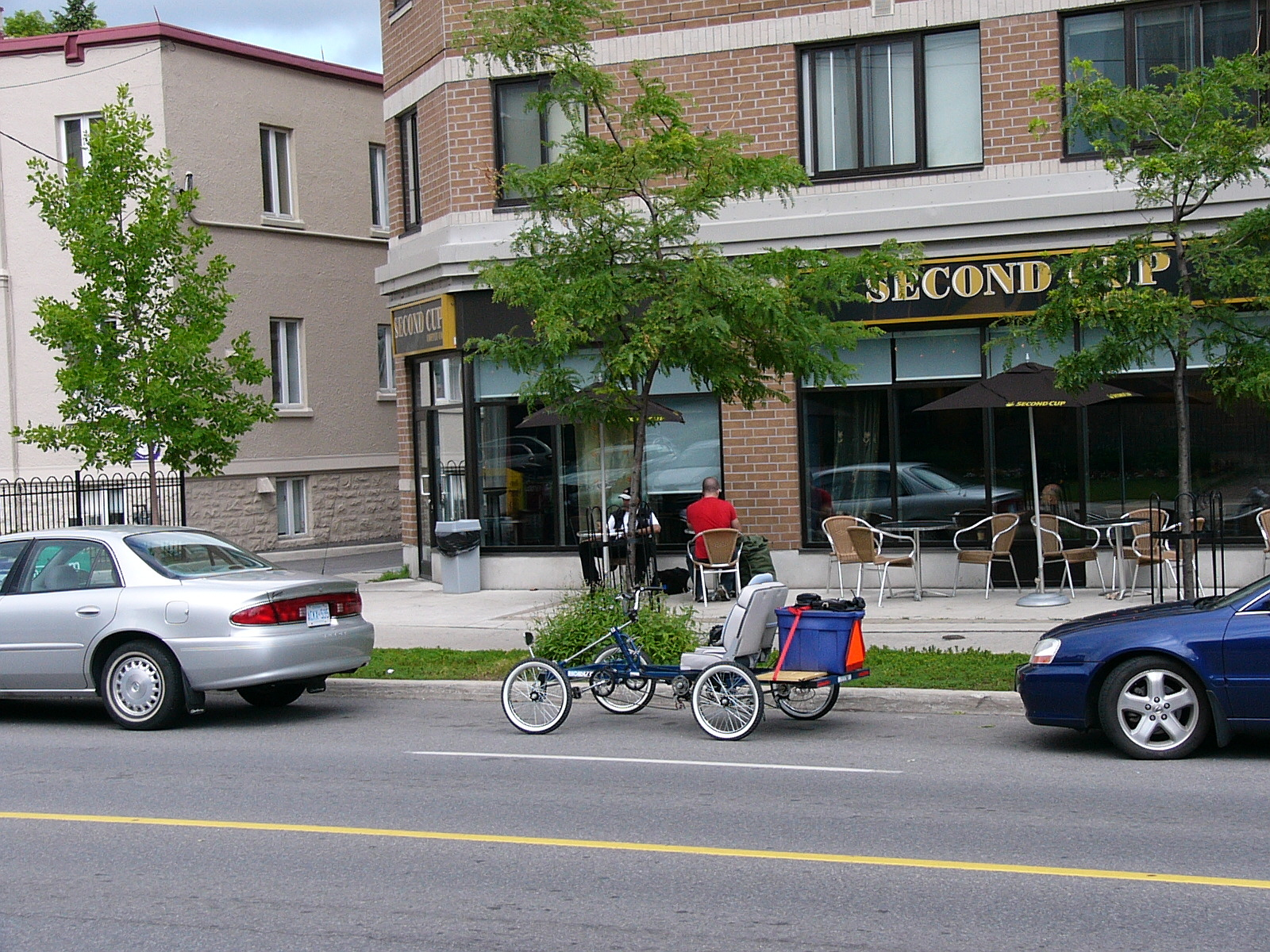
カナダの市街地で自動車の間に駐車された四輪自転車

20世紀以前の都市や町は、狭い通りに人が賑わうコンパクトな構造であった。20世紀初頭には、これらの居住地の多くが、広い道路、駐車場、人口密度が低い自動車向きに作り変えられ、都市空間の多くは自動車用に占有され、薄くまばらに都市が拡散するスプロール現象を引き起こした。従来の交通手段は魅力を失い、交通渋滞が起き、さらに悪化し続けた。自動車システムは「徒歩、自転車、バス、電車」を使いづらくし続けたのである。これにより、自動車を持たない人々にとって住みづらい都市形態と生活様式に変化していったのである。
一部の地方では、都市密度を高め、多目的開発やインフィルを奨励し、自家用車の占有面積を減らし、歩行性を高め、公共交通機関、自転車や類似の代替モビリティを強化し、自動車依存を逆転させる政策や規制を進めている。世界的に、都市計画は、公共交通機関とサイクリング等の分担率を高め、自家用車中心の開発から脱却すべく進化している。香港などの都市では、高度に統合された公共交通システムを開発し、自家用車の使用を効果的に削減した。都市交通では所有する自家用車ではなく、数時間簡単に車を借りられるカーシェアリングが重要となりつつある。

## 都市設計

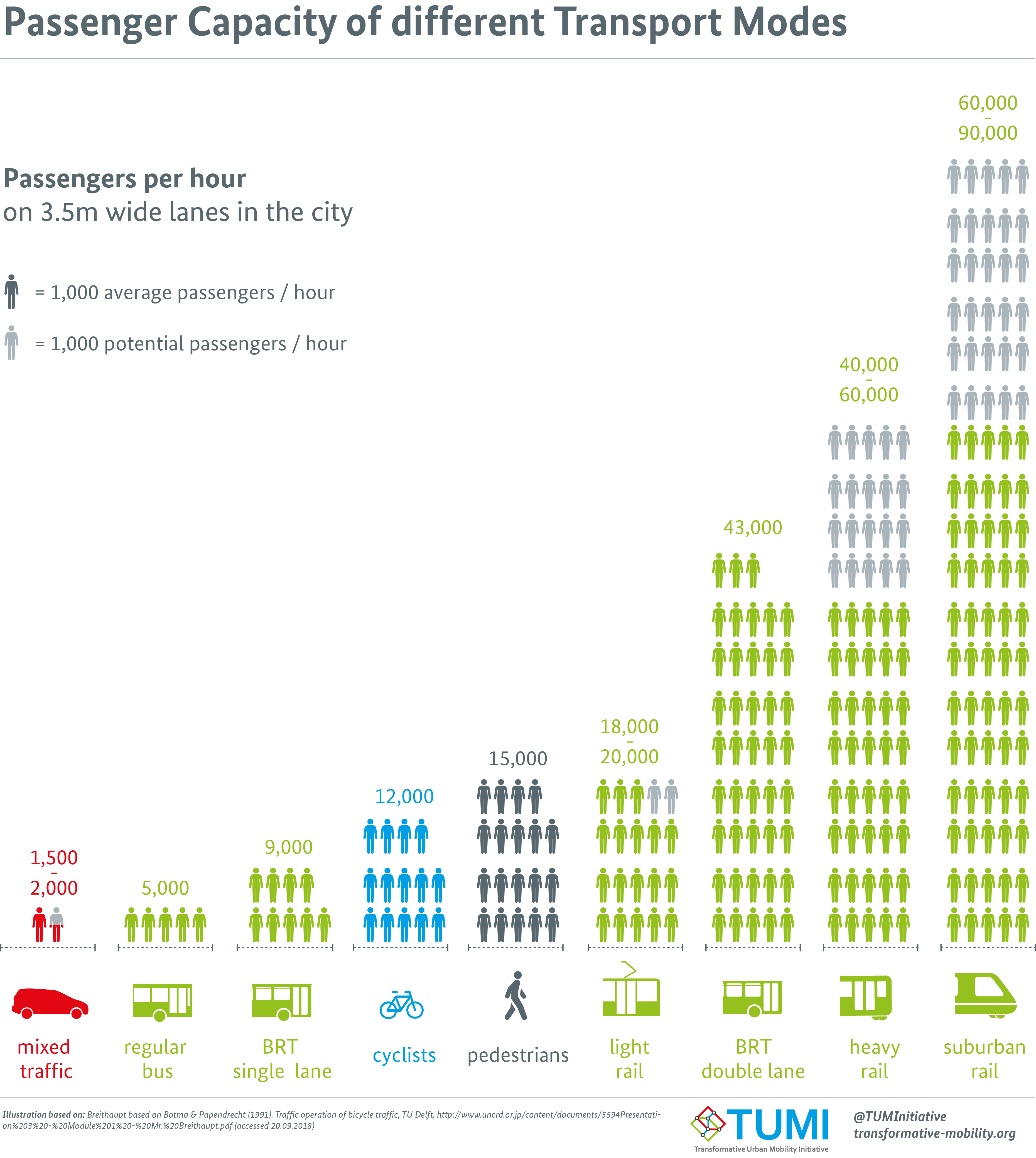
交通手段ごとの輸送容量

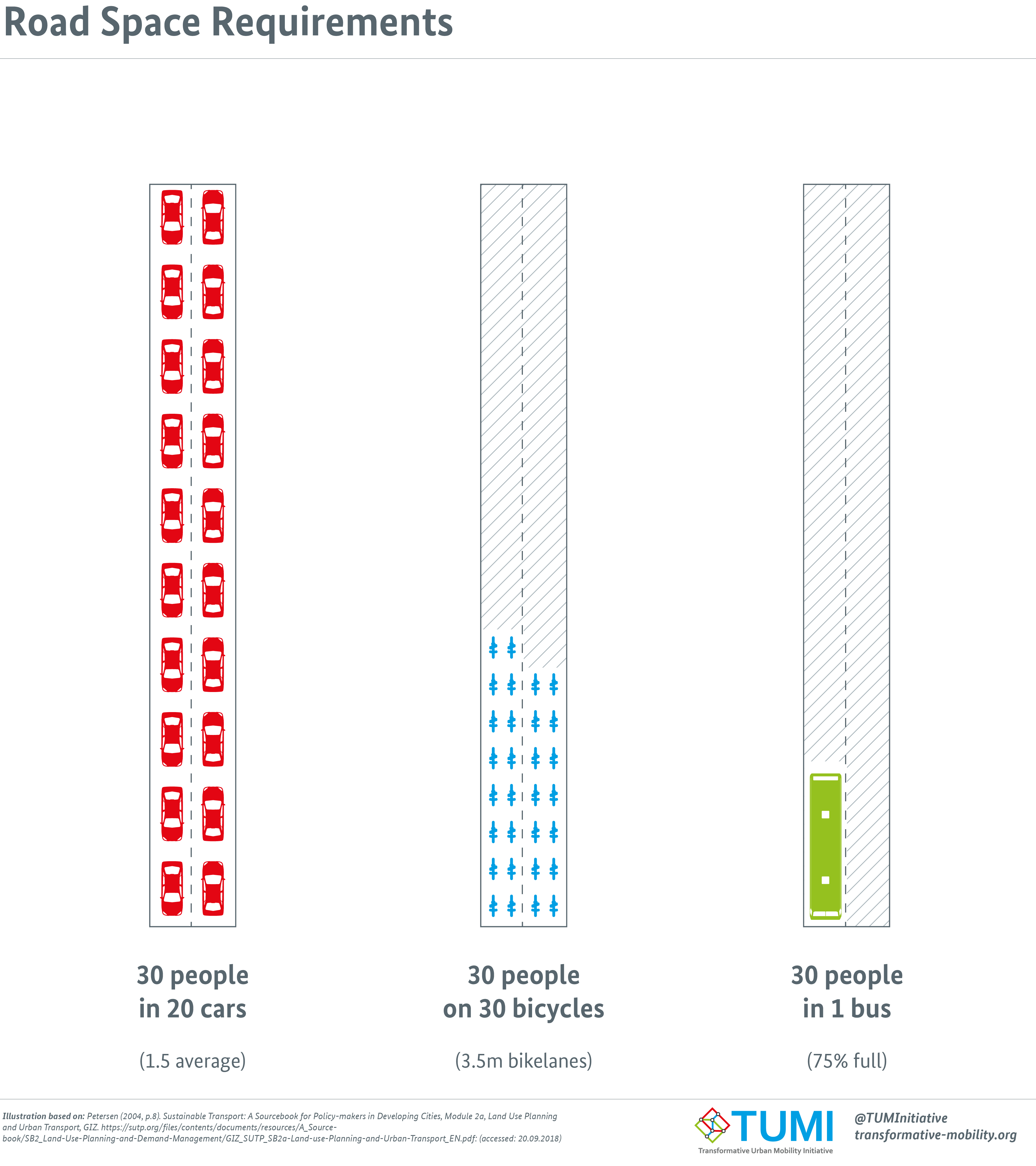
異なる車種の道路空間占有

自動車依存からの脱却運動の提唱者は、持続可能な公共交通機関（バス、路面電車など）の選択肢と、日々の生活に長距離移動を必須としない都市設計、ゾーニング、学校配置政策、都市農業、リモートワークの選択肢、近接性やアクセス性を生み出す住宅開発に焦点を当てている。
ニューアーバニズムは、1980年代初頭にアメリカで生まれた都市設計運動である。都市の改修から郊外の インフィルに至るまで、 不動産開発と都市計画を全面的に改革することを目標にした。ニューアーバニズムの近隣地域は、多様な住宅と職種を含み、歩行可能に設計されている。他のより自動車志向の都市もまた、「 コンプリート・ストリート 」への改善により、交通の代替手段を提供するために段階的な変更を行っている。
「World Squares for all（すべての人のための世界の広場）」は、トラファルガー広場やパーラメント・スクエアを含むロンドンの主要な広場から多くの交通を排除する計画である。
カーフリーシティとは、都市全体（または中心部）が完全に自動車乗り入れ禁止となっている都市のことである。
カーフリーゾーンとは、自動車の使用が禁止か大幅に制限されている特定のエリアである。
カーフリーシティやゾーンを設けるために、可動式および/または固定式のボラード (bollards) やその他の障壁が、自動車の進入を阻止するためによく使用される。
「リビングストリート」や「コンプリートストリート 」は、自動車よりも、道路利用者全体のニーズを優先し、歩行者、遊ぶ子供たち、自転車利用者、低速自動車が共有できるように設計されている。
配送センター  は、市内のスーパーマーケット、アウトレット店舗、レストランなどへの商品の補充を容易にする。郊外の配送センターで大型トレーラが荷物を降ろし、商品は（電動などの）小型トラック、カーゴバイクなどに積まれ、市内中心部の目的地までのラストマイルを輸送する。これは、住民や企業に利点がある。トラック運転者の死角が減り事故が減り、騒音公害と交通量が減り、排気ガスと大気汚染も減り、経済的な利点もある。大型トレーラは、小回りが効かず燃費も悪く渋滞に巻き込まれると更に効率が悪化するため、ラストマイルの移動に向かないのである。

アムステルダムを囲む環状道路（赤線）。このような環状道路の外側に、配送センターが設置される。

しかし、買い物客は自動車を使い食料品や家電製品を店舗から自宅に運ぶため、都心部での自動車使用は依然として減らない。これは、顧客がオンラインで注文し、スーパーマーケットや店舗自体が自転車便（カーゴバイクを使用）、電動配送ロボット、配達バンを通じて玄関先まで商品を届けるシステムで解決ができる。配送バンはより多くの貨物を運び、一度に複数の顧客に配達できる 。これらの食品注文システムは、自動車乗り入れ禁止を目指す都市にとって円滑な移行を可能にし、都市における自家用車の使用と需要の両方を減らすことができるだろう。
町の郊外、環状道路の出口と市内中心部の自動車乗り入れ禁止区域の間には、駐車場（地下駐車場が多い）を設ける。駐車場の配置には注意が必要であり、都心部から十分に離れ（環状道路に近い場所）、都心部にさらなる自動車を引き込まないようにする必要がある 。これらの駐車場の近くにパークアンドライドの公共交通機関の停留所や、自転車シェアリングシステムが設けられることもある。
コミュニティ自転車プログラムは、都市環境で短期間使用の自転車を提供する。最初の成功した計画は1960年代のアムステルダムであり、現在では多くの都市で見られる。パリでは2007年にヴェリブ計画で20,000台の自転車が導入された。最近米国ではドックレスの自転車シェアシステムが登場し、短期間自転車を借りたい人にとって利便性が向上している。

## 擁護団体
Campaign for Better Transport（旧トランスポート2000）は、英国の鉄道網の削減案に異議を唱えるため、1972年に英国で結成され、それ以来公共交通機関を推進している。
Car Free Walks は英国を拠点とするウェブサイトで、自動車を使う代わりに公共交通機関を利用してウォーキングの出発地や終点に到達するようウォーカーに奨励している。

## 活動家グループ
Road protests in the United Kingdom は、都市部と農村部の両方で大規模な道路建設プログラムに対応して、1990年代初頭に顕著になった。
リクレイム・ザ・ストリーツは、1991年にロンドンで結成された運動で、主要な道路や高速道路を「占拠」してパーティーを催した。これは自動車運転者や公共バスの乗客といったこれらの空間の通常利用者にとって障害となるかもしれないが、RTSの哲学は、障害を引き起こしているのは歩行者ではなく車両交通であり、道路を占拠することで彼らは実際に公共空間を開放しているというものである。
フランドル地方では、 自転車利用者連盟という組織が政府に対し、都心部での牽引車の禁止を求めている。
クリティカル・マス・ライドは、1992年にサンフランシスコで始まり、自転車利用者が「私たちは交通だ」というスローガンを掲げて、大量に道路に繰り出し、交通を支配した。このライドは、市がいかに自転車利用者にとって不親切であるかという点に注意を引くという考えで設立された。この運動は、世界中の主要都市でのイベントに拡大した。
The World Naked Bike Ride は、2001年にスペインで最初の裸のバイクライドとともに誕生し、その後2004年にWNBRとして登場した。このコンセプトは、世界中の多くの異なる活動家グループや個人との協力により急速に広がり、自転車交通、再生可能エネルギー、レクリエーション、歩行可能なコミュニティ、そして環境に配慮した 持続可能な生活を推進している。
パーキング・デイズは2005年に始まった。サンフランシスコを拠点とするクリエーター、デザイナー、活動家の共同グループであるREBARが、有料駐車場を芝生、座席、日陰を備えた小さな公園に変貌させた 。2007年までに、世界27都市に180ヶ所の公園が作られた。
en:r/fuckcars は、2024年7月現在、44万人の会員を擁する反自動車を掲げるRedditのサブredditである。

## 公式イベント
カーフリーデーは、都市や特定の対象地域・近隣から自動車を1日または一部の時間帯に道路から排除し、そこに住み働く人々が、自動車が少なくなった都市がどのように見えるか、どのように機能するかを考える機会を与える公式イベントである。最初のイベントは1995年にレイキャビク（アイスランド）、バース（英国）、ラ・ロシェル（フランス）で開催された。インドネシアのジャカルタは、毎週カーフリーデーを開催する。
Ciclovía は、自動車移動の代替手段としてサイクリングに重点を置いている。このイベントは1974年にコロンビアのボゴタで始まった。現在、ボゴタでは毎週シクロビアが開催され、通りは巨大なカーフリーの祭典と化し、都市公園にはエアロビクスインストラクター、ヨガ講師、音楽家が人々を様々なパフォーマンスへと導くステージが設けられている。このイベントは世界中で同様の祭典に影響を与えている。
自動車なしで町へ！は、毎年秋（北半球）に開催される、自動車以外の車両の利用増加を促すEUのキャンペーンである。EUの外にも広がり、2004年には40カ国以上が参加した。
世界都市計画の日 は、1949年にブエノスアイレスで設立され、毎年11月8日に4大陸の30カ国以上で祝われている。
Towards Car-free Cities（自動車依存からの脱却都市を目指して）」は、World Car-free Network の年次会議であり、世界の自動車依存脱却運動への知見を提供している。この会議は、2008年に米国オレゴン州ポートランド（北米で初）で開催されて以来、トルコのイスタンブール、コロンビアのボゴタ、ハンガリーのブダペスト、ドイツのベルリン、チェコ共和国のプラハ、ルーマニアのティミショアラ、フランスのリヨンなど、世界中の主要都市で開催されてきた。この会議は、都市の自動車依存に問題意識を持つ多様な人々や組織に共通知をもたらしている。
Transportation Alternativesの年次通勤レースでは、クイーンズからマンハッタンへのレースで、自転車に乗る人が地下鉄の乗客とタクシーの乗客の両方と競い合う。第5回年次通勤レースは2009年5月に行われ、自転車に乗ったレイチェル・マイヤーズが地下鉄の乗客ダン・ヘンドリックとタクシーの乗客ウィリー・トンプソンを破り、自転車に乗った参加者が5年連続で優勝した。マイヤーズは2009年のタイトルを20分15秒というタイムで獲得し、クイーンズ区サニーサイドからマンハッタンのコロンバスサークルまでの4.2マイルの道のりを移動した。ヘンドリックは地下鉄で15分遅れで到着し、トンプソンはさらに30分近く遅れてタクシーで到着した。Transportation Alternativesは、「ニューヨーク市の交通優先順位を変え、無公害で静かで都市に優しい移動を奨励・増加させ、自家用車の使用を減らす（禁止ではない）ことを目指す」団体である。「彼らは、社会にとっての便益とコストに基づいて移動手段を優先する「グリーン交通ヒエラルキー」に基づいた合理的な交通システムを求めている。目標達成のため、TAは「サイクリング」「ウォーキングと交通静穏化」「カーフリーパーク」「安全な通りと賢明な交通」の5つの分野で活動している。2009年の通勤レースは、全米のメディアの注目を集めたニューヨーク市タイムズスクエアの交通規制の直後に行われた。

## カーフリー開発

### 定義と種類
道路アクセスが不可能であるか、提供されていないために、人々が常に自動車なしで生活してきた世界の多くの地域がある。先進国では、これには島々や一部の歴史的な近隣地域や居住地が含まれ、最大の例は運河都市ヴェネツィアである。「自動車依存からの脱却型開発」という用語は、物理的な変化、すなわち新しい建物の建設または既存の建築区域の変更を意味する。
Melia et al. (2010)は、カーフリー開発を以下のように定義している。
カーフリー開発は、以下の特徴を持つ住宅または複合用途の開発である。
- 通常、交通のない直接的な環境を提供する。
- 住居から離れた場所に駐車場を提供しないか、制限された駐車場のみを提供する。
- 住民が自動車を所有せずに生活できるように設計されている。

この定義（より一般的な「低自動車開発」と区別されている）は、主に自動車依存からの脱却型開発運動が始まった北西ヨーロッパの経験に基づいている。この定義の中で、3つのタイプが特定されている。
- ヴォーバン・モデル
- 制限アクセス・モデル
- 居住人口を持つ歩行者ゾーン

#### ヴォーバン
ドイツのフライブルクにあるヴォーバン（Vauban(英語版)）は、この定義によれば、ヨーロッパ最大の自動車依存からの脱却型開発であり、5,000人以上の住民がいる。これが自動車乗り入れ禁止と見なせるかどうかは議論の余地がある。多くの地元住民は、そこの交通管理システムを「シュテルプラッツフライ」、文字通り「駐車スペースがない」と表現する方を好む。車両は、居住区の通りを歩行速度で通行して荷物の積み下ろしを行うことは許可されているが、駐車はできない。ただし、頻繁に違反が見られる。シュテルプラッツフライ地域の住民は、自動車を所有しているかどうかを記した年次申告書に署名しなければならない。自動車所有者は、市営会社が運営する周辺の自走式立体駐車場に場所を購入する必要がある。これらのスペースの費用（2006年には17,500ユーロ、加えて月額料金）は、自動車所有の抑制策として機能している。

#### 制限アクセス型
より一般的なカーフリー開発は、自動車が自動車乗り入れ禁止の中心部に侵入するのを防ぐ何らかの物理的な障壁を伴う。Meliaら はこれを「制限アクセス」タイプと説明している。ケルンのStellwerk 60のような一部のケースでは、住民組織によって制御される取り外し可能な障壁がある。Waterwijkのような他のケースでは、車両のアクセスは外部からのみ可能である。

#### 歩行者ゾーン
最初の2つのモデルが新しく建設された自動車乗り入れ禁止型開発に適用されるのに対し、ほとんどの歩行者専用区域は後から改修されたものである。歩行者ゾーンは、かなりの人口を含み、世帯あたりの車両所有率が低い場合、自動車乗り入れ禁止型開発と見なされる。ヨーロッパ最大の例は、オランダのフローニンゲンで、2008年には市中心部の人口が16,500人であった。

### 利点と問題点

様々な行動による炭素排出量の削減

ヨーロッパでは自動車依存からの脱却型開発の研究が行われている。最も包括的なものは、2000年にヤン・シャウラーによって実施された。その他、ウィーンのフローリツドルフのカーフリー開発など、特定のカーフリー区域に関する研究も行われている。
さまざまな研究で判明したカーフリー開発の主な利点（Melia et al. 2010にまとめられている）は以下の通りである。
- 自動車使用が非常に低水準で、周辺道路の交通量が大幅に減少する
- ウォーキングとサイクリングの利用率が高い
- 子供たちのより自立した移動と活発な遊び
- 駐車場や道路に占める土地が少なくなり、緑地や公共スペースにより多く利用できる

主な問題点は駐車場の管理に関連している。周辺地域で駐車場が管理されていない場合、近隣住民から溢れ出し駐車に関する苦情が頻繁に寄せられる。